# Schleicher ASH 25
Die ASH 25 ist ein doppelsitziges Hochleistungs-Segelflugzeug der Offenen Klasse mit ursprünglich 25 m Flügelspannweite.
Ihr Konstrukteur Martin Heide, von dem das 'H' in der Typenbezeichnung stammt, konstruierte sie unter Verwendung der bereits vorhandenen Fläche des Einsitzers ASW 22. Der Rumpf wurde in Anlehnung an den Rumpf der fs 31 der Akaflieg Stuttgart konstruiert. Dieser zeichnet sich vor allem durch seine widerstandsoptimierte Formgebung aus. Dieses Vorserienflugzeug wurde – als doppelsitzige ASW 22 – auch AS 22-2 genannt, bevor der endgültige Name festgelegt wurde.
Hersteller ist die Firma Alexander Schleicher Segelflugzeugbau aus Poppenhausen (Wasserkuppe). Gebaut wurde die ASH 25 als reines Segelflugzeug und motorisiert in den Varianten E (Heimkehrhilfe, Erstflug Mai 1987, 63 Stück, gebaut 1987–1994), M (Erstflug 18. Mai 1994) und Mi (Erstflug Mai 1999). M und Mi bezeichnen verschiedene Motorvarianten, die einen Eigenstart ermöglichen. Insgesamt wurden 269 Flugzeuge gebaut.
Die Binder Flugmotorenbau GmbH bietet außerdem eine optimierte Version mit der Bezeichnung ASH25 EB28 (14 Flugzeuge) an. Bei der ASH25 EB28 wurde die Spannweite durch einen neu entwickelten Außenflügel auf 28 Meter erhöht, was ein bestes Gleiten von ca. 60+ ermöglicht.
Die Produktion der ASH 25 bzw. ASH 25 Mi wurde im September 2008 eingestellt, um Kapazitäten für den Nachfolger ASH 30 Mi freizumachen.

## Technische Daten
| Kenngröße                       | Daten                  | Daten                  | Daten                  |
| ------------------------------- | ---------------------- | ---------------------- | ---------------------- |
| Sitzplätze                      | 2                      | 2                      | 2                      |
| Spannweite                      | 25 m                   | 25,6 m                 | 26,0 m                 |
| Flügelfläche                    | 16,31 m²               | 16,46 m²               | 16,62 m²               |
| Flügelstreckung                 | 38,32                  | 39,82                  | 40,67                  |
| Rumpflänge                      | 8,97 m                 | 8,97 m                 | 8,97 m                 |
| Höhe am Leitwerk                | 1,54 m                 | 1,54 m                 | 1,54 m                 |
| Flügelprofil                    | HQ 17 und DU 84-132/V3 | HQ 17 und DU 84-132/V3 | HQ 17 und DU 84-132/V3 |
| Leermasse mit Mindestausrüstung | 470 kg                 | 478 kg                 | 484 kg                 |
| Wasserballast                   | 120 l                  | 120 l                  | 120 l                  |
| max. Startmasse                 | 750 kg                 | 750 kg                 | 750 kg                 |
| min. Flächenbelastung           | 34 kg/m²               | 34 kg/m²               | 34 kg/m²               |
| max. Flächenbelastung           | 46 kg/m²               | 45,6 kg/m²             | 45,1 kg/m²             |
| Höchstgeschwindigkeit           | 280 km/h               | 280 km/h               | 280 km/h               |
| Mindestgeschwindigkeit          | 65 km/h bei 34,0 kg/m² | 65 km/h bei 34,0 kg/m² | 65 km/h bei 34,0 kg/m² |
| geringstes Sinken               | 0,42 m/s bei 34 kg/m²  | 0,42 m/s bei 34 kg/m²  | 0,42 m/s bei 34 kg/m²  |
| bestes Gleiten                  | ca. 58                 | ca. 60                 | ca. 60                 |